# Peltidium ovale
Peltidium ovale är en kräftdjursart som beskrevs av I. C. Thompson och A. Scott 1903. Peltidium ovale ingår i släktet Peltidium och familjen Peltidiidae. Inga underarter finns listade i Catalogue of Life.